# Causa a la limeña
La causa a la limeña és un plat típic de la gastronomia del Perú, d'orígens precolombins. Es tracta d'un entrant de puré de patates barrejat amb condiments, blat de moro i carn blanca (pollastre o peix, potser marisc). Se serveix fred i amb un lleuger bany de maionesa.
En l'època del Virregnat entre els segles XVI i XIX, se li va agregar la llimona àcida (originària de l'Àsia) i esdevingué en la forma actual tant en la seva presentació preferent com en els ingredients utilitzats.
Aquest plat és elaborat sobre la base de papa groga peruana, llimona, bitxo, enciam, ou cuit, alvocat i olives negres. Aquesta preparació admet diverses variants, com el farciment de tonyina, de pollastre, de mariscs o altres varietats de carns blanques.

## Origen del nom
Aquest plat existeix des del Virregnat, el seu nom ve del quítxua: Kausay que significa "manteniment necessari" i "aliment", o "allò que alimenta", com s'anomenava també la papa.
Hi ha una altra hipòtesi sobre el nom, encara que aquest plat netament de Lima ja existia des del Virregnat, no tenia una denominació específica; va ser amb l'arribada del libertador José de San Martín que per solucionar les despeses de la campanya militar, en les cantonades dels carrers de Lima es venia aquest plat per donar suport a "la causa" de la independència; és en aquest context en què el plat va guanyar el nom de "causa".